# الجبايب (النادرة)

تعديل مصدري - تعديل

الجبايب محلة تابعة لقرية الجلوب، التابعة لعزلة مقنع الاعلى بمديرية النادرة إحدى مديريات محافظة إب في الجمهورية اليمنية، بلغ تعداد سكانها 107 حسب تعداد اليمن لعام 2004.